# Pelecopsis biceps
Pelecopsis biceps är en spindelart som först beskrevs av Holm 1962.  Pelecopsis biceps ingår i släktet Pelecopsis och familjen täckvävarspindlar.
Artens utbredningsområde är Tanzania. Inga underarter finns listade i Catalogue of Life.